# تولوالجا
تولوالجا (به لاتین: Tuulevälja) یک روستا در استونی است که در دهستان رائه واقع شده‌است.

## خصوصیات
تولوالجا ۴۲ نفر جمعیت دارد.